# Hnesna
Hnesna (belarussisch Гнезна; russisch Гнезно Gnezno, polnisch Gniezno wie die Erzbischofsstadt) ist eine „stadtähnliche“ Landwirtschaftssiedlung (Agragaradok) in Belarus nahe der polnischen Grenze. Sie ist Kernort der gleichnamigen Landratsgemeinde mit 523 Einwohnern im Rajon Waukawysk der Woblasć Hrodna.

## Geschichte

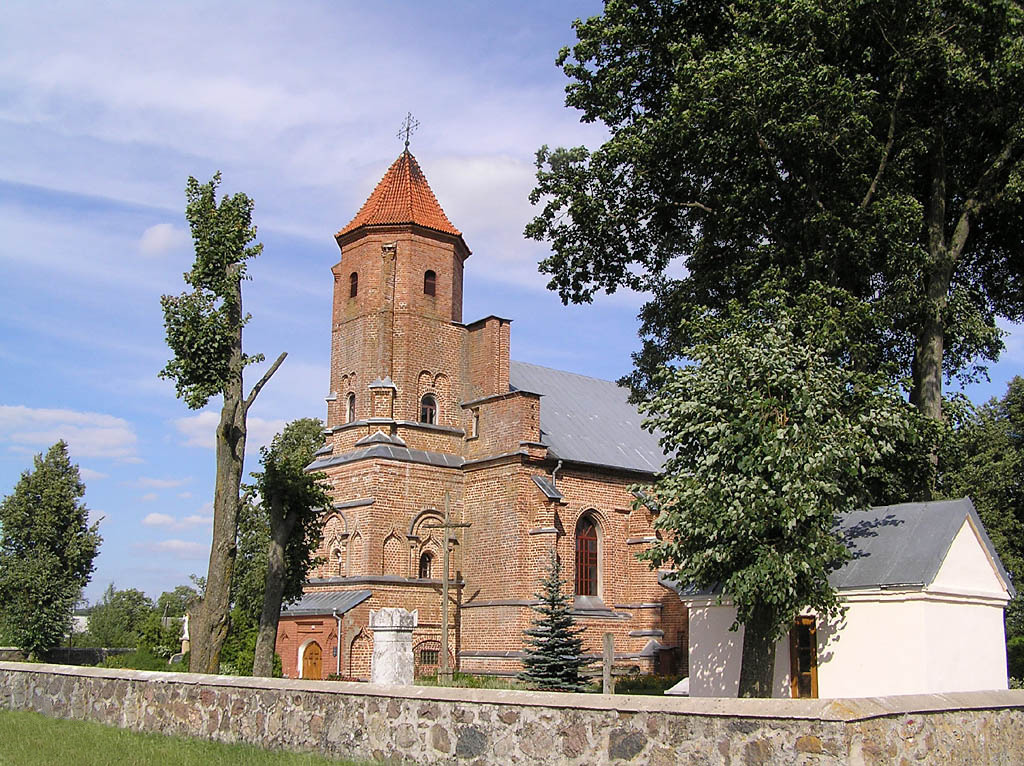
Erzengel-Michael-Kirche

Der Ort ist seit dem 15. Jahrhundert bekannt und gehörte zunächst dem litauischen Adelsgeschlecht der Moniwiden. Als Herrenhof (Dworaz) Gniasdo (дворац Гняздо) gelangte er in die Hand  des litauischen Großfürsten und polnischen Königs Kasimir IV. Andreas, der ihn 1449 an einen Mikołaj Waschtschilowitsch weiterverkaufte. Zwischen 1524 und 1527 ließen Jan und Elisabeth Szemiotów die katholische Kirche des Erzengels Michael errichten. Im 17. bis 19. Jahrhundert hatte der Ort den Status eines Marktfleckens (Miasteczko). Mit der dritten Teilung Polens kam er 1795 zum Russischen Reich. Die gotische Backsteinkirche wurde 1812 von Truppen Napoleons niedergebrannt. Beim Wiederaufbau 1839 bekam das Kirchenschiff neugotische Züge. Mit dem Frieden von Riga zwischen der Zweiten Polnischen Republik und Sowjetrussland kam Gniezno 1921 an Polen, mit der Zerschlagung Polens im Zweiten Weltkrieg 1940 zur Sowjetunion und innerhalb derselben zur Belarussischen Sowjetrepublik. Seit dem Zerfall der Sowjetunion gehört Hnesna zur Republik Belarus.

## Sehenswürdigkeiten
- Kirche des Erzengels Michael, 1524–1527 und 1839, Turm und Kernsubstanz Belarussische Gotik, Schiff neugotisch
- Herrenhaus der Tarasowitsch, um 1835